# Ranking Joe
Ranking Joe, de son vrai nom Joseph Jackson, est un deejay jamaïcain de reggae né le 1er juillet 1959 dans le quartier de Kingston 13 à Kingston en Jamaïque. Il a commencé sa carrière pour le sound system El Paso sous le pseudonyme Little Joe. En 2014 il sort le morceau Jah Children sur le label Evidence Music.

## Biographie
Jackson a été initialement inspiré par son père vers une carrière musicale. Il exploitait un système de sonorisation. Il a fréquenté l'école secondaire avec Winston McAnuff, U Brown et Earl Sixteen, et ils donnaient des concerts. Après avoir commencé par grillant sur le Smith L'arme système de son, Jackson a progressé à El Paso système sonore, où il a joué sous le nom de Little Joe (inspiré par le personnage de Bonanza), largement inspiré par U-Roy. Il a enregistré pour la première fois pour Coxsone Dodd 'sStudio One en 1974, libérant "Gun Court". Initialement infructueux en tant qu’artiste du disque, il étudie l’électronique avant de revenir à l’enregistrement au milieu des années 1970 avec plus de succès. Il remporte un succès avec «Honda 750», suivi de singles tels que «Psaume 54», «Natty Don't Make». Guerre "et l'homme bionique- tribut" Steve Austin ". "Arrête ton arrivée et viens" a fourni le premier hit de DJ pour Sly & Robbie' Taxi. Dans la seconde moitié des années 1970, il a sorti trois albums et aussi retourné à son système fonctionne avec U-Roy du roi Sturgav configuration. Il a connu une grande rupture sur le plan international en 1980, lorsque le système sonore Ray Symbolic Hi Fi, avec lequel il était alors résident, a fait une tournée au Royaume-Uni, rehaussant son profil et aidant son Weakheart Fadeaway à devenir un vendeur important pour Greensleeves Records. Une série d'albums supplémentaires suivit au début des années 1980, au cours desquels Joe s'éloigna des chants "culturels" de ses premières œuvres au profit du "relâchement" devenu populaire. La mort de Ray Symbolic a interrompu la carrière de Joe, mais il est revenu en tant que producteur, avec des doublages de ses productions publiés sur les albums de King Tubby, Original King Key Dub etDub dangereux. Il a ensuite déménagé à New York où il a créé un label, également nommé Ranking Joe, qui lui a fourni un débouché pour ses productions. Il s'est avéré être une influence majeure sur l'un des plus réussis des déjays du début des années 1980, Eek-A-Mouse.

## Discographie
- The Best of Ranking Joe (1977) TR International/State Line
- Weakheart Fadeaway (1978) Greensleeves
- Round The World (1978) Nationwide/Student
- Dub It In a Dance (1980) Trojan
- Natty Superstar (1980) Joe Gibbs
- Saturday Night Jamdown Style (1980) Greensleeves/Jah Guidance
- Shaolin Temple (1980) Sharp Axe
- Showcase (1981) Tad's
- Disco Skate (1981) Copasetic
- Tribute to John Lennon (1981) Tad's
- Armageddon (1982) Kingdom
- Rebel DJ (1982) Jam Rock
- Check It Out (1983) Vista
- Fast Forward To Africa (1996) Ariwa
- Man and His Music (Mr Finnigan) (1997) Jasrac (compilation)
- Armageddon Time (2000) M10 (compilation)
- 3 The Roots Way (2002) Krescendo (avec U Brown et Trinity)
- Zion High (2003) Blood & Fire (Ranking Joe with Black Uhuru and Dennis Brown) (compilation)
- Ghetto People (2004) Culture Press
- World In Trouble (2006) M
- World In Dub (2006) M